# 郭凤莲
郭凤莲（1947年9月—）女，山西省昔阳县武家坪村人，大寨村党总支书记，大寨经济开发总公司董事长。

## 生平
1947年，郭凤莲生于昔阳县内距离大寨村不远的武家坪村。3岁时，郭凤莲失去母亲，寄居在大寨村的姥姥家。1962年完小毕业后，在大寨务农。1963年，参加大寨的抗灾自救，同“铁姑娘”们投入了“先治坡后治窝”的劳动中。1964年，16岁的郭凤莲当上了大寨铁姑娘队队长。1964年，毛泽东号召“农业学大寨”，大寨成为中国农村建设的旗帜。1966年1月，郭凤莲加入中国共产党。
1968年至1978年，她仍在大寨工作，并兼任数职，历任大寨公社党委副书记（1971年11月至1973年11月，故她是1971年11月参加工作），革委会副主任，中共昔阳县委委员，中共昔阳县委副书记，山西省革委会副主任。1977年，当选为中共十一大代表，中共中央候补委员。1978年，当选为第五届全国人大代表，第五届全国人大常委会委员。
1973年11月至1980年6月，郭凤莲担任大寨党支部书记。1980年6月她被免去大寨党支部书记职务，随后于1982年7月至1987年4月担任晋中果树研究所副所长。1987年4月至1991年11月，担任昔阳县公路段党支部书记。
1991年11月，郭凤莲被任命为中共昔阳县委常委，挂职回大寨重新担任大寨党支部书记至今。1991年，郭凤莲重返大寨，带领大寨进行二次创业。到2011年，大寨集团已有40多种产品，每年产值11亿人民币。1992年7月，郭凤莲当选为昔阳县人民政府副县长。1995年6月，升任中共昔阳县委副书记。 1994年11月至2006年11月，兼任山西省妇联副主席；2006年11月起，兼任山西省妇联巡视员。郭凤莲通过中共中央党校函授获得函授大专学历。
郭凤莲是第五、十、十一、十二届全国人大常委会委员。 